# 車道車站
車道站（日语：／ Kurumamichi eki */?）是位於愛知縣名古屋市東區，屬於名古屋市營地下鐵櫻通線的車站。車站編號為S07。

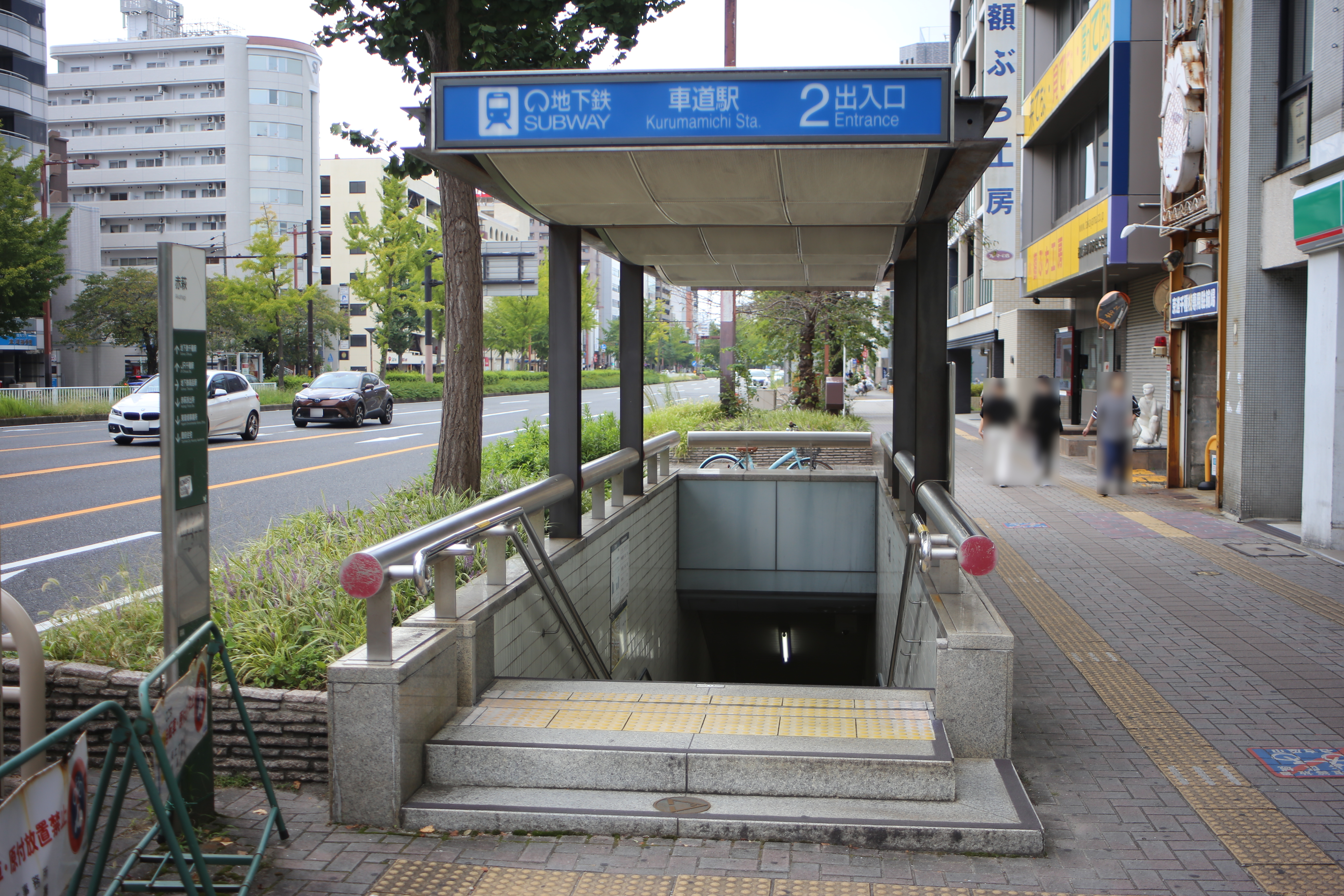
2號出入口(2021年9月)

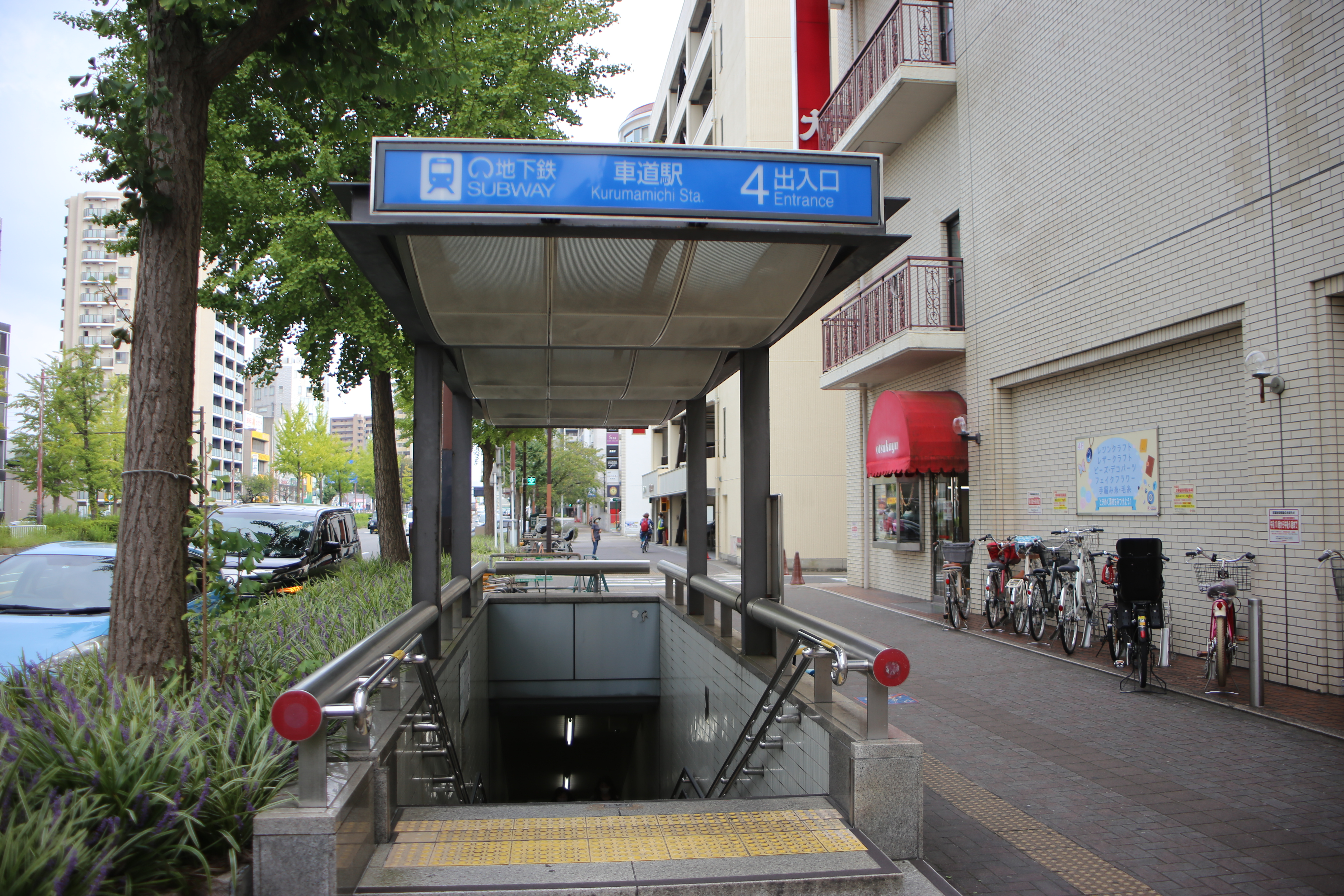
4號出入口(2021年9月)

## 車站結構

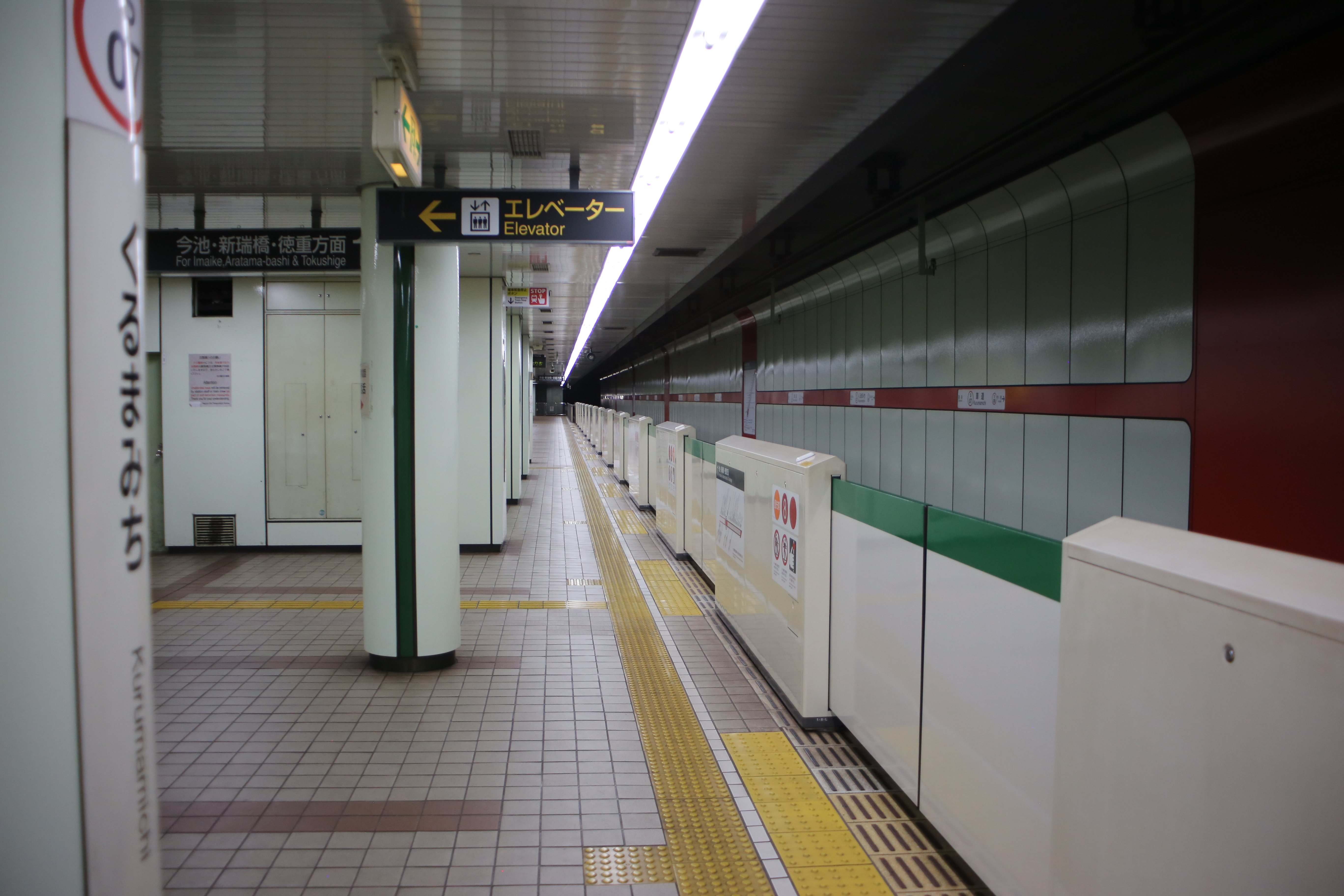
月台(2021年9月)

本站為1面2線島式月台的地下車站。

### 月台配置
| 月台 | 路線   | 目的地                 |
| ---- | ------ | ---------------------- |
| 1    | 櫻通線 | 今池、新瑞橋、德重方向 |
| 2    | 櫻通線 | 名古屋、太閤通方向     |

## 相鄰車站
名古屋市營地下鐵
 櫻通線
高岳（S06）－車道（S07）－今池（S08）

## 外部連結
- 車道 - 名古屋市交通局